# François-Paul Brueys D'Aigalliers
François-Paul-Gèrard Joseph de Lorient et Saint-Louis Brueys d'Aigalliers, conte di Brueys (Uzès, 12 febbraio 1753 – Baia di Abū Qīr, 1º agosto 1798), è stato un ammiraglio francese distintosi particolarmente come ufficiale nel corso della guerra d'indipendenza americana dove prese parte alla battaglia della baia di Chesapeake. Sopravvissuto al regime del Terrore durante la rivoluzione francese, prese parte alla Campagna d'Italia (1796-1797) di Napoleone Bonaparte, divenendone amico. Nella successiva Campagna d'Egitto si distinse nella conquista dell'isola di Malta, e poi nella sfortunata battaglia del Nilo dove diede prova di grande coraggio. Insignito della Croce di Cavaliere dell'Ordine di San Luigi.

## Biografia

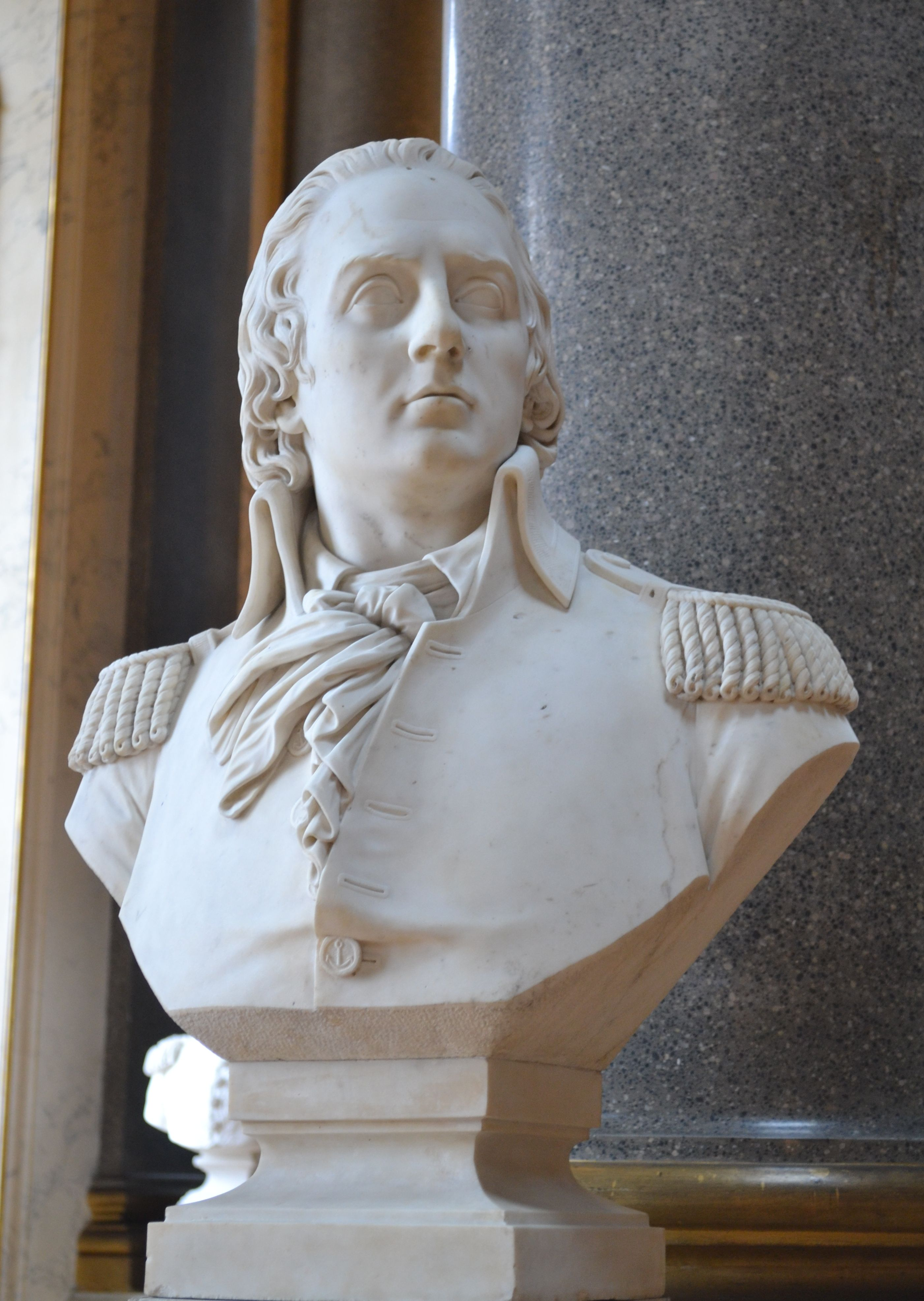
Busto dell'ammiraglio Brueys esposto presso il Musée national des Châteaux de Versailles et de Trianon.

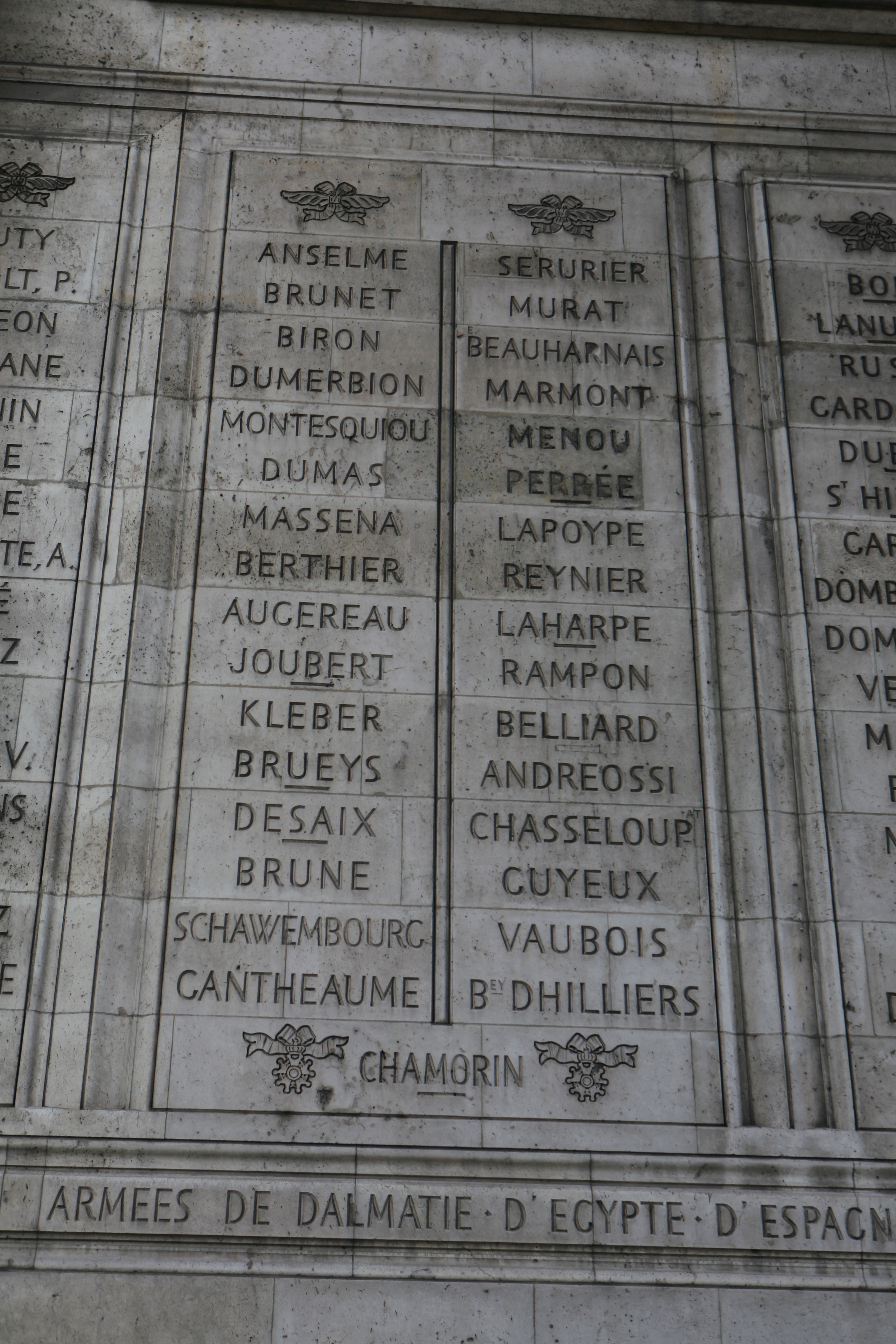
Il suo nome inciso sull'Arco di trionfo a Parigi.

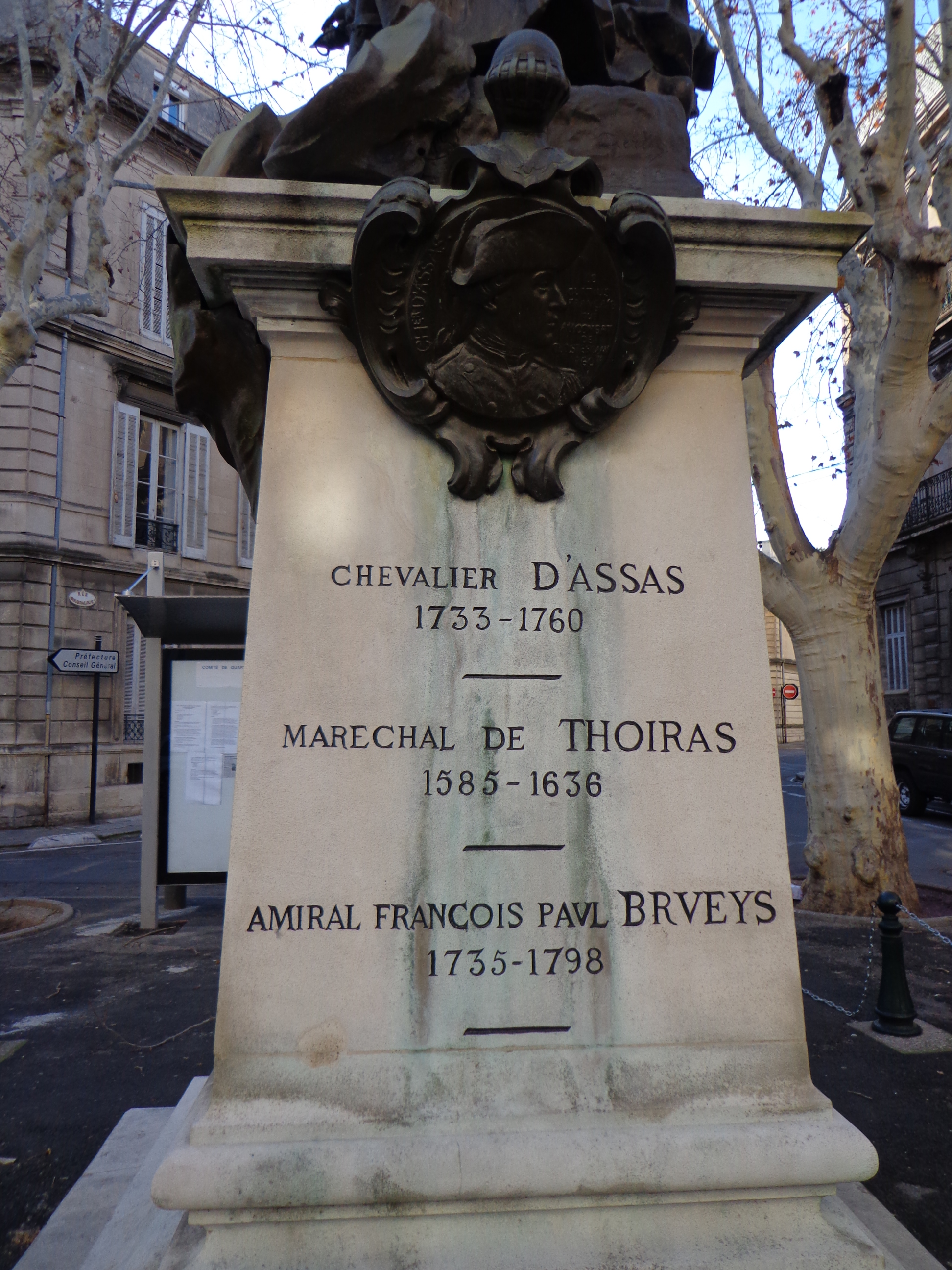
Memoriale dedicato ai caduti per la Patria a Gard.

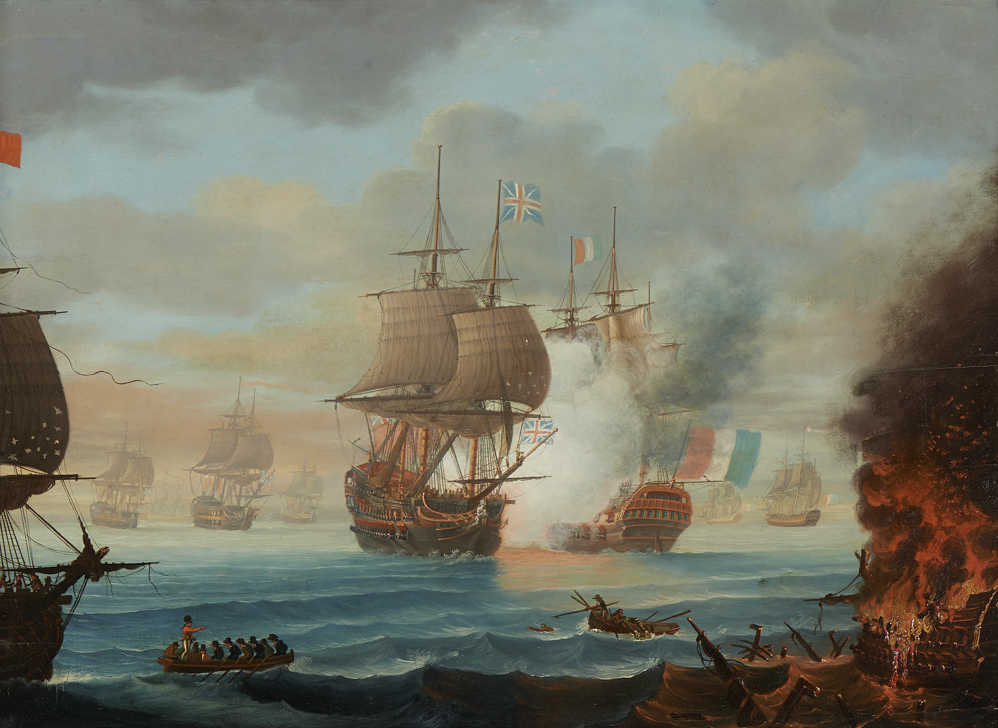
La battaglia del Nilo (1798).

Nacque in Rue Boucairie a Uzès, in una casa che oggi porta una targa con il suo nome, il 12 febbraio 1753, all'interno di una famiglia aristocratica minore del Roussillon-Linguadoca, nel sud della Francia, figlio di un capitano d'artiglieria. Entrò nella Marine royale all'età di tredici anni, arruolandosi come volontario presso il porto di Tolone, e venendo imbarcato sul vascello le Protecteur. Nel corso del 1766 partecipò ad alcune campagne di istruzione nel Levante.

### I primi passi della carriera
Nominato guardiamarina nel 1768, venne mandato a Tolone per completare una formazione marittima che durerà otto anni. Nel 1770 partecipò alla spedizione contro Tunisi imbarcato sulla fregata l'Atalante, partendo poi per il Levante nel 1771, imbarcato sulla fregata Chimère. Prese parte alla campagna di Santo Domingo imbarcato sul vascello l'Actionnaire, ritornando poi in Mediterraneo nel 1774 imbarcato sulla Flore, e quindi sulla Singe nel 1775. Terminò la sua formazione con un passaggio sulla squadra d'evoluzione, imbarcato sul vascello le Provence, nel 1776. Promosso sottotenente di vascello nel 1777, viene imbarcato in successione sul César, sulla Flèche e sulla fregata Gracieuse, tutti operanti nel Levante, tra il 1778 e il 1779.

### La guerra d'indipendenza americana
Promosso tenente di vascello nel 1780, servì dapprima sul vascello da 110 cannoni Le Terrible e poi sul vascello da 74 cannoni Le Zélé appartenente alla squadra dell'ammiraglio Luc Urbain du Bouëxic de Guichen. Tra l'aprile ed il maggio 1780 prese parte a tre combattimenti contro la squadra inglese dell'Ammiraglio George Brydges Rodney. Nell'aprile 1781 combatte davanti a Fort Royal, nella Martinica, contro la squadra inglese dell'ammiraglio Hood.
In seguito partecipò a quasi tutti i combattimenti sostenuti dalla squadra dell'ammiraglio François Joseph Paul de Grasse: battaglia della baia di Chesapeake (settembre 1781), scontro di Saint Kitts (25-26 gennaio 1782) e presa dell'isola di Saint-Christophe (febbraio 1782). Trasferito sulla fregata la Vestale, rientrò in patria scortando un convoglio. Alla fine della guerra fu elevato al rango di Cavaliere di San Luigi, e per i successivi quattro anni ebbe il comando dell'avviso le Chien de Chasse, con cui navigò tra le Antille e le coste dell'America del Nord.
Il 29 maggio 1785 a Fort Royal, nella Martinica, convolò a nozze con Marie Anne Aubin de Bellevue, che gli darà tre figlie. Nel 1787 ebbe il comando di un altro avviso, il le Coureur, con cui incrociò a lungo sulle coste dell'America Latina. Rientrò in Francia al comando della flute (nave da carico) le Barbeau, prendendosi un anno di congedo (1788-1789).
Tra il settembre 1790 e il luglio 1792 fu al comandò della corvetta da 26 cannoni la Poulette operante nel Mediterraneo, prendendo buona conoscenza del Levante e dell'Adriatico.

### La rivoluzione francese e le campagne in Italia
Anche se di origini nobiliari con lo scoppio della rivoluzione francese, venne promosso capitano di vascello il 1º gennaio 1792. Destinato alla base navale di Tolone, assunse il comando del vascello da 74 cannoni Le Lys, ridenominato le Tricolore alla caduta della Monarchia. Con esso partecipò alla Campagna d'Italia, inquadrato nella squadra dell'ammiraglio Laurent Truguet, prendendo parte al bombardamento di Oneglia (1791), all'operazione dimostrativa contro Napoli (1792) guidata dall'ammiraglio Louis-René-Madeleine de Latouche-Tréville, e poi all'attacco contro Cagliari (1793).
Coinvolto marginalmente nella rivolta controrivoluzionaria di Tolone, fu incarcerato dalle autorità cittadine, e destituito dal suo grado in quanto nobile nel settembre 1793 da un decreto della Convenzione.
Riabilitato nel giugno 1795, viene nominato comandante di divisione, innalzando la sua insegna a bordo del vascello da 80 cannoni Guillaume Tell, inquadrato nella squadra del contrammiraglio Pierre Martin.
Promosso contrammiraglio nel settembre 1796, il 9 novembre dello stesso anno sostituì il viceammiraglio Martin alla testa della squadra del Mediterraneo. Il 2 luglio 1797 salpò da Tolone a bordo del Guillaume Tell, con una squadra formata dai vascelli Tonnant, Aquilon, Mercure, Généreux ed Heureux, e dalle fregate Junon e Justice, in risposta ad una richiesta del generale Napoleone Bonaparte, di raggiungere Venezia, via Corfù. Arrivato a Corfù il 13 luglio, prese possesso di 6 vascelli da 64 cannoni, 2 fregate e 2 corvette, raggiungendo quindi Venezia nel mese di agosto, per effettuare rifornimento di acqua e viveri.
Ancorato con la sua squadra nella laguna della città, ricevette istruzioni da Bonaparte di trasferire a Tolone le navi ed il materiale dell'arsenale della Repubblica di Venezia, catturati dalle truppe francesi. Altre navi veneziane erano state trasferite a Corfù, aggregandole ad una squadra francese al comando del comandante Bordé.
A Venezia ebbe modo di incontrare personalmente Bonaparte, sul quale fece una eccellente impressione. Il generale fece avere ai marinai della squadra una parte del soldo arretrato, li fece rivestire a nuovo, e donò all'ammiraglio una spada. In risposta ad un messaggio di Bonaparte che gli ordinava di mantenere la squadra in Adriatico, prese il mare, prendendo possesso al suo passaggio delle isole Ionie, di Zante, Cefalonia, Cerigo e Corfù. Il 14 dicembre 1797 ricevette l'ordine di raggiungere Brest per partecipare, e coprire, il previsto sbarco in Irlanda del corpo di spedizione del generale Lazare Hoche. In seguito al fallimento dell'impresa la squadra ritornò verso il porto di Tolone, entrandovi nel febbraio 1798. Al ritorno in patria egli era ormai un grande ammiratore del giovane generale corso, e si entusiasmò per i suoi progetti di conquista dell'Oriente.

### La spedizione in Egitto
Nominato viceammiraglio nell'aprile dello stesso anno, fu designato al comando delle navi dell'Armata d'Oriente, che dovevano fornire la scorta ai 368 trasporti della spedizione per la conquista dell'Egitto. Innalzò la sua insegna sul vascello da 120 cannoni L'Orient, mentre la squadra navale comprendeva 13 vascelli di linea, sei fregate, sei brigantini, ed alcune navi minori. Aveva ai suoi ordini i contrammiragli Pierre Charles Silvestre de Villeneuve (divisionario), Armand Simon-Marie Blanquet du Chayla (divisionario), Denis Decrès (comandante delle fregate) e Honoré-Joseph-Antoine Ganteaume (come capo di stato maggiore). Il convoglio dei trasporti era agli ordini del capitano di vascello Pierre Etienne Dumanoir Le Pelley. La partenza della squadra da Tolone avvenne il 19 maggio 1798, e sulla nave ammiraglia si imbarcò lo stesso Bonaparte.
La squadra francese arrivò a Malta l'8 giugno, conquistando rapidamente l'isola e ponendo fine al centenario dominio dei Cavalieri di San Giovanni. La flotta francese ripartì quindi per Alessandria d'Egitto, dove arrivò il 1º luglio, due giorni dopo la partenza delle navi inglesi dell'ammiraglio Nelson, che stava disperatamente cercando d'intercettare la squadra francese. Lo sbarco delle truppe fu effettuato rapidamente, nonostante il mare mosso e una costa di difficile accesso.
Per assicurare la retroguardia del corpo di spedizione, Brueys aveva convenuto con Bonaparte di rimanere sulle coste egiziane fino alla conquista de Il Cairo, avvenuta il 23 luglio. Non avendo ricevuto alcuna notizia in tal proposito, in quanto il corriere che recava la notizia era stato ucciso lungo la strada, egli decise di restare all'ancoraggio nella baia di Aboukir, in quanto il porto di Alessandria era inutilizzabile per i suoi pesanti vascelli di linea. In caso di battaglia decise che avrebbe combattuto all'ancora, e non in navigazione come gli consigliavano i suoi esperti ufficiali Armand Simon-Marie Blanquet du Chayla, imbarcato sul vascello Franklin, e Aristide Aubert du Petit-Thouars. Egli sapeva infatti di non disporre di sufficienti marinai per effettuare le manovre e servire ai cannoni.
Lucido sullo stato della sua flotta fece la sua scelta: restare a combattere, quando i suoi comandanti più esperti gli consigliavano di recarsi a Corfù per preservare le sue navi. In ciò, probabilmente, influì la sua amicizia verso Bonaparte. Purtroppo fu sordo agli avvisi dei suoi subordinati, che gli consigliarono di disporre un servizio di avvistamento al largo, venendo colto di sorpresa, e con parte degli equipaggi a terra. L'unica precauzione che prese fu quella d'installare alcune batterie costiere sull'isolotto di Abukir.

### La morte nella battaglia di Abukir
Alle due del pomeriggio del 1º agosto 1798 la squadra di Nelson arrivò in vista della baia di Aboukir, venendo immediatamente avvistata dai gabbieri del vascello francese Heureux. L'ammiraglio inglese decise di passare con parte della squadra tra l'isolotto di Abukir e i vascelli della squadra francese, ancorati in linea di fila. Le restanti navi sarebbero sfilate dall'altro lato dei vascelli francesi, prendendoli tra due fuochi. Dopo la distruzione di cinque dei vascelli dell'avanguardia francese, si sviluppò un violentissimo combattimento attorno alla sua nave ammiraglia, l'imponente vascello a tre ponti da 120 cannoni l'Orient. La nave francese venne attaccata contemporaneamente da cinque navi inglesi. Dapprima leggermente ferito ad una mano, l'ammiraglio Brueys venne colpito da una palla di cannone che gli amputò tutte e due le gambe, quasi tagliandolo in due. Egli ordinò al chirurgo di mettergli dei lacci emostatici attorno ai moncherini, esclamando "Un amiral français se doit de mourir sur sa dunette" (un ammiraglio francese ha il dovere di morire sul cassero di poppa).
Fattosi mettere seduto su una poltrona, sul quarto di banco del vascello, continuò coraggiosamente a dirigere la battaglia fino a che non morì dissanguato. Alle ore 22.00 l'Orient, a causa di un incendio che raggiunse la santabarbara, esplose in un'immensa palla di fuoco. La terrificante esplosione fu udita fino al Il Cairo. Il vascello si inabissò portando con sé l'ammiraglio Brueys, il capitano Luc-Julien-Joseph Casabianca, suo figlio dodicenne e quasi mille uomini dell'equipaggio. La battaglia terminò con la totale disfatta francese, su 13 vascelli che componevano la squadra francese, dieci erano stati catturati, uno andato distrutto e due fuggiti durante la notte. Da parte francese si registrarono 1 400 morti, 1 500 feriti e 3 225 prigionieri, contro 218 morti e 670 feriti inglesi.
Fu criticato in Francia per essere rimasto all'ancora fino al momento dell'attacco, ma Napoleone replicò a tali critiche dicendo se in questo disastroso evento ha commesso degli errori, li ha espiati con la sua morte gloriosa. Scaricò invece la colpa sul contrammiraglio Du Chayla. Il 18 agosto 1798 scrisse alla vedova: "Madame, votre mari a été tué par un coup de canon, en combattant vaillamment à son bord; il est mort sans souffrir et de la mort la plus douce, le plus enviée par les militaires. Je sens terriblement votre douleur. (...) Vous leur (vos enfants) parlerez de leur père, de votre douleur, de la perte qu'eux et la République ont faite. Mais, après vous être rattachée au monde par l'amour filial et maternel, appréciez pour quelque chose l'amitié et l'intérêt que je prendrai toujours à la femme de mon ami. (...)". Il suo nome figura sull'Arco di trionfo di Parigi (pilone sud, 23ª colonna).
Nel maggio 1857 la vedova di Brueys offrì alla città natale del marito di erigere un monumento in sua memoria. L'inaugurazione ufficiale avvenne il 20 ottobre 1861. Durante la seconda guerra mondiale, nel corso del 1942, un ordine prefettizio che prevedeva la requisizione di tutti i materiali non ferrosi portò alla sua distruzione. La statua venne smontata e portata presso gli stabilimenti Valette et Rouanet di Béziers, dove rimase quindici giorni prima di venire fusa, affinché la città potesse farne realizzare a proprie spese una copia. La faccia principale del piedistallo con l'iscrizione commemorativa è ora posta sulla scalinata monumentale di rue de l'Evêché, a Uzès.
La sua vedova, Marie Anne Aubin de Bellevue de Brueys, morì a Saint-Chaptes all'età di 92 anni, il 26 marzo 1859, lasciando come erede il barone de Fontarèche pronipote dell'ammiraglio suo marito. Venne sepolta nel cimitero monumentale di Peré-Lachaise.

### Annotazioni
1. ↑  Secondo alcune fonti nel 1772 sposò la nobile Jeanne Marie de Costant et Saint Xavier de Bourblanc, ghigliottinata durante la Rivoluzione francese, ma non vi sono certezze.
2. ↑  Durante il regime del Terrore molti dei suoi parenti ed amici furono incarcerati e uccisi.
3. ↑  Oltre a tutto il materiale stivato nell'arsenale, i francesi si impossessarono di tre vascelli da 74 e 64 cannoni, Harpe, Stingel e Beyrand, e delle fregate da 44 Muiron e Carrière, trovati in allestimento dall'ingegnere Pierre Alexandre Laurent Forfait (1752-1807)
4. ↑  Si trattava del vascello da 74 Causse, dei vascelli da 64 Dubois, Robert, Banel, Frontin, del vascello da 50 Sandos, delle fregate Loeben, Montenotte, Mantoue e dei brigantini Lodi e Rivoli
5. ↑  Il generale aveva richiesto personalmente l'autorizzazione al Ministro della Marina Pléville le Pelley.
6. ↑  La sua squadra comprendeva ora sei vascelli, sei fregate e sei corvette.

### Fonti
1. 1 2 3  Muillé 1852, p. 240.
2. 1 2 3  Konstam 2011, p. 53.
3. 1 2 3 4 5 6 7 8  Fremont-Barnes 2011, p. 16.
4. 1 2 3 4 5 6 7 8 9 10 11  Callo, Wilson 2004, p. 43.
5. 1 2 3  Callo, Wilson 2004, p. 44.
6. ↑  Rouvier 1868, p. 109.
7. 1 2  Donolo 2012, p. 99.
8. 1 2  [senza fonte]
9. ↑  Rouvier 1868, p. 398.
10. ↑  Société des Militaires 1830, p.9, oltre ai tredici vascelli di linea ve ne erano altri due ex veneziani, il Causse da 74 e il Dubois da 64, armati come navi da trasporto.
11. ↑  Donolo 2012, p. 103.
12. 1 2 3 4 5  Petroni, Lavallée 1815, p. 483.
13. ↑  Donolo 2012, p. 104 , qui vennero catturate le ultime navi appartenenti all'Ordine dei Cavalieri di Malta. Si trattava di un vascello da 64 cannoni, due fregate e due galeazze, oltre a qualche nave minore.
14. ↑  Donolo 2012, p. 106 , durante un incontro del 3 luglio Bonaparte aveva ordinato verbalmente a Brueys di ancorarsi con le navi da guerra nella rada di Abukir, 20 miglia a nord-est di Alessandria.
15. ↑  Rouvier 1868, p. 344.
16. ↑  Donolo 2012, p. 115 , i vascelli Conquerant, Guerrier, e Le Peuple Souverain erano navi molto vecchie, destinate da tempo alla radiazione.
17. ↑  Donolo 2012, p. 107; le navi francesi erano ancorate ad una distanza di 150 m l'una dall'altra.
18. ↑  Donolo 2012, p. 241.
19. ↑  Donolo 2012, p. 113, i superstiti salvati dalle navi inglesi furono all'incirca settanta, su un equipaggio di 1.010 uomini.
20. ↑  Donolo 2012, p. 114.
21. ↑  Fremont-Barnes 2011, p. 71.
22. ↑  Donolo 2012, p. 116.
23. ↑  L'Illustration, n. II, 1916, p. 413
24. ↑  Lami, Stanislas, Dictionnaire des sculpteurs de l'Ecole française au dix-neuvième siècle, 1916 quatre volumes, IV, p. 269.